# Codroyvallei
De Codroyvallei (Engels: Codroy Valley) is een vallei in het uiterste zuidwesten van het Canadese eiland Newfoundland. Het is een door gletsjers gevormd trogdal in de Anguille Mountains, een gebergte dat deel uitmaakt van de Long Range.

## Toponymie
De naam "Codroy" is een contractie van het Franse Cap de Ray. De Codroyvallei ligt immers zo'n 10 km ten noorden van Cape Ray. Verschillende uitspraak- en schrijfwijzen deden de ronde totdat James Cook het iets noordelijker gelegen dorp Codroy in 1765 op een kaart als "Cod Roy" bestempelde, wat sindsdien de naam gebleven is.

## Geografie
Aan de kust van de Saint Lawrencebaai is de Codroyvallei ruim 15 km breed. Ze gaat in noordoostelijke richting van daaruit zo'n 35 km landinwaarts met een gemiddelde breedte van 10 km. Vanuit het hoger gelegen noordoostelijk gedeelte stromen de North Branch en de South Branch naar het dal. Ze stromen daar samen tot één grote rivier – de Grand Codroy – die aan zee uitmondt in het gelijknamige estuarium. Terwijl de Grand Codroy aan de noordrand van het dal uitmondt, mondt aan de zuidrand de rivier Little Codroy in zee uit.

### Plaatsen
De Codroyvallei telt veertien gemeentevrije plaatsen. Elf daarvan liggen in het laagste gedeelte van de vallei, enkel Benoits Siding, South Branch en Coal Brook liggen in het hoger gelegen noordoosten. De vallei telt zo'n 1500 inwoners (2016).
- Benoits Siding
- Coal Brook
- Doyles
- Great Codroy
- Loch Lomond
- MacDougalls
- Millville
- O'Regan's
- St. Andrew's
- Searston
- South Branch
- The Block
- Tompkins
- Upper Ferry

## Wegen
De Trans-Canada Highway (NL-1) betreed de vallei via het zuidwestelijke uiteinde aan de kust. De route volgt daarna gedurende 40 km de loop van de Codroyvallei om uiteindelijk de Anguille Mountains te betreden. De provinciale routes 406 en 407 zijn aftakkingen van Route 1 en doorkruisen de vallei.

## Wreckhouse
De vallei staat bekend om de bijzonder sterke winden die er voorkomen. Het meest zuidelijke kustgedeelte krijgt de meest stevige winden te verduren. Dat gebied staat dan ook bekend als Wreckhouse (letterlijk "wrakhuis") vanwege treinen die nu en dan door de wind ontspoorden (sinds 1988 is de Newfoundland Railway volledig ontmanteld). Bij zogenaamde wreckhouse winds zijn uitzonderlijk extreme windstoten tot 200 km/u mogelijk, wat gelijk staat aan de kracht van een orkaan van categorie 3.

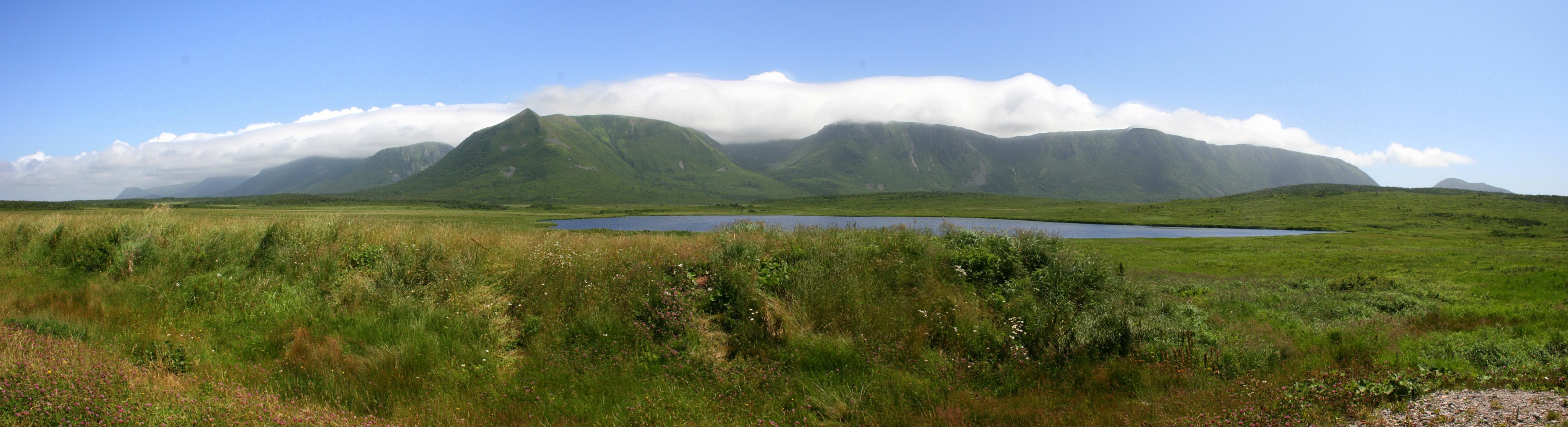
Zicht op de bergen aan de zuidwestelijke rand van de Codroyvallei vanaf Route 1, in de locatie die gekend staat als Wreckhouse.